# 张榕

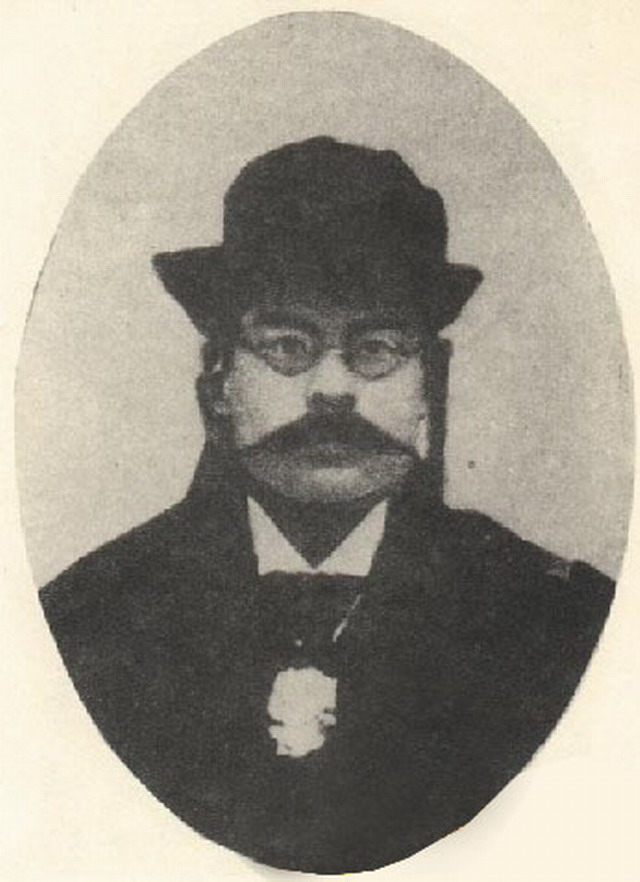

张榕（1884年—1912年1月23日 †），字荫华，汉军镶黄旗人，今辽宁省抚顺县营盘人。中国民主革命家。

## 生平

### 早年生涯
张榕的祖先世代沿袭在清昭陵当差。张榕生于一个富裕家庭，他的父亲叫张钦善，曾任广宁府（今北镇县）仓官，任满后定居沈阳。张钦善与弟弟张钦元都是辽东知名的富户，拥有许多土地和商号等。张榕19岁到北京学习。在北京，他结识了候补道黄中慧等朋友，产生了民主思想。
1904年2月日俄战争爆发。此后，张榕于1905年到兴京府（今新宾县），同丁开璋等组织了关东独立自卫军。当时，刘单子（即刘永和）率领的忠义军打着“御俄寇，复国土”的旗号，也在兴京府活动。张榕希望利用关东独立自卫军和忠义军等力量，以便发动起义，遂出资召集人马，改编各地团练。他们向清政府请求备案，却被清政府严令解散。张榕随后赴北京，创办地下刊物，鼓吹革命。其间，他结识了吴樾并成为好友。

### 刺杀五大臣
1905年，清政府派载泽、戴鸿慈、端方、绍英、徐世昌等五大臣出使各国考察政治。吴樾和张榕策划炸死五大臣。光绪卅一年农历八月二十六（1905年9月24日），五大臣在正阳门东车站登上列车后，吴樾携带的炸弹爆炸，吴樾当场被炸死，张榕逃走。事后，北洋大臣袁世凯派天津巡警赵秉钧查办。经过10天的稽查，张榕被逮捕，押到天津，由袁世凯亲自审讯。
张榕被捕后，张家的世交世仁甫翰林联合朝野东北籍名人共同奏保。黄中慧也请自己的父亲黄永思进行营救。黄永思通过贿赂太监总管李莲英，使李莲英在慈禧太后处说情。最终张榕被定为叛逆罪，但免于杀头，而被判处永久禁锢。此后张榕被押于天津模范监狱，其姐姐张桂常到天津探监，并花钱疏通了典狱长王璋的母媳，促动了参加过义和团的王璋于1908年夏帮助张榕越狱，王璋和张榕一起逃往日本。
在日本，张榕会见了孙中山，并加入中国同盟会，还和东北的同盟会人士取得联系。不久，张榕考入日本陆军士官学校，其堂兄张焕相也在该校学习。张焕相劝张榕放弃革命，被张榕拒绝。

### 奉天辛亥革命
毕业后，张榕回到中国东北，和新军统制吴禄贞、张绍曾、蓝天蔚共同筹划革命。孙中山还派宋教仁、廖仲恺等人先后赴东北指导工作。另一方面，清朝盛京将军赵尔巽未追究张榕的越狱之罪，还任命张榕为军务处提调，后升任参赞。
1911年10月武昌起义爆发之后，《盛京时报》、《东三省时报》等报纸刊登了有关新闻。不久，赵尔巽秘密会见日本领事小池張造，请求日本方面帮助镇压可能发生的革命。日本外相内田康哉电示小池張造，拒绝了赵尔巽的请求。随后，赵尔巽向俄国华俄道胜银行、日本横滨正金银行各借款五百万元，以“专备东省非常缓急之用”。10月下旬，张榕组织了革命党人张根仁、商震、柳大年等一百多人，汇集奉天省城，在南满铁路附属地设秘密机关，策划响应武昌起义。同年11月上旬，革命党人推戴蓝天蔚任关外革命军讨虏大都督，张榕任奉天都督兼总司令，奉天谘议局议长吴景濂为奉天省民政厅厅长。
11月6日，张榕再度和新军第二混成协协统蓝天蔚等人开会讨论驱逐赵尔巽并宣布奉天独立的事宜。当天晚上，蓝天蔚部管带李和祥向赵尔巽告密。11月7日，赵尔巽一边向清廷电奏奉天省各界谋求独立的情况，一边密令驻辽阳的后路巡防营统领吴俊升从速率部进驻奉天城。当时，前路巡防营统领张作霖已于洮南击溃了陶克陶胡武装，遂抢先下令部下的步骑兵共七个营从洮南赶往奉天城。张作霖率部到达奉天后，受到赵尔巽的奖励，并于11月10日被赵尔巽任命为全省营务处总办。此时，张作霖统率着十五个营的兵力。赵尔巽有了足够的军事力量支持，遂奏请撤销蓝天蔚的第二混成协协统职务。11月11日，奉天谘议局召开了各团体代表会议，准备组织保安会，迫使赵尔巽入关，从而达到奉天独立的目的。11月12日，会议继续召开，但因蓝天蔚兵权被夺，第二混成协未能照革命党人预先制定的计划行动，会场反而被张作霖的部队控制，结果会议选举赵尔巽任奉天国民保安会长，袁金铠任总参议长，吴景濂、伍祥祯、张榕任奉天国民保安会副会长，会后还公布了《奉天国民保安会章程》。张榕鉴于奉天国民保安会未被革命派控制，故未到任。
此后，张榕、蓝天蔚在北大营的蓝天蔚的司令部开会，田又横及吴景濂所派代表鲁大昌以及第二混成协的数名高级军官到会。会议决定，先发动部队攻占军械局与东三省总督府，随后奉天谘议局同地方团体推举大都督，并宣布奉天省独立。会后，第二标标统聂汝清向赵尔巽告密。11月15日，清廷同意了赵尔巽的奏请，撤销了蓝天蔚的第二混成协协统职务。赵尔巽旋即派蓝天蔚赴东南各省考察，并派吴景濂为代表，随蓝天蔚离开了奉天。
蓝天蔚、吴景濂离开奉天之后，为了“建立满汉联合共同政体”，张榕组织奉天的革命党人创立了联合急进会，会长为张榕，副会长为柳大年、张根仁、李德瑚。当时，支持赵尔巽的军队集中于奉天省城，包括已升任第二混成协代理协统的聂汝清控制的第二混成协，张作霖所率的巡防队，金寿山所率的游击队，吴庆桐所率的先锋队，伍祥祯所率的第三十五协等。联合急进会鉴于已经不可能在省城举行起义，遂一面派张榕作为代表同赵尔巽等人谈判，一面派会员到各地发动起义。比如复州联庄会领导人顾人宜、顾人邦等人到奉天同张榕等商讨起义之事，返回家乡后同庄河县抗捐领袖潘老四等人取得联络，以复州顾家岭作为据点招兵。11月20日，顾人宜等人率民军进攻驻在李家卧龙（今城子坦镇老古村）的清军巡防队，成为辛亥革命中国东北地区的第一次起义。11月26日，辽阳警察教练所教官徐景清率领该所学员三十多人占领了辽阳城西的刘二堡，招兵准备起义。11月27日，中华民国军政分府关东第一军成立，该军司令部设在李家卧龙，顾人宜任司令，张壁任参谋长。11月28日，商震、程起陆等人在辽阳高丽门外聚集了二百多人准备起义。11月30日，庄河、复州起义军攻占了水门子。12月12日，柳大年在宁远州（今兴城县）因组织起义而被捕，12月13日被押往奉天省城。
其间，张作霖同赵尔巽通饬“乱未起，预防之；乱初生，力制之；乱既起，痛剿之。”在奉天省城的张榕、张根仁就此质问赵尔巽，但赵尔巽未予理睬。

### 遇刺身亡
1912年1月1日中华民国成立后，赵尔巽命令驻奉天的新军统制、巡防营统领张作霖、聂汝清、潘矩楹等人通电吉林、黑龙江、山东、河南、直隶的督抚，声称奉天省“编就勤王之师”，愿意“以铁血解决政体”，希望同上述各省合作，“痛剿”已独立的省份。
不久，蓝天蔚奉孙中山之命节制北伐沪军以及海容舰等三艘军舰。1月16日，蓝天蔚率北伐军一千多人在海容舰等三艘军舰护卫下登陆山东烟台。此举同关外的革命派遥相呼应。张榕等革命党人此时在奉天省城内张贴了大量署名“民党”的传单，号召满汉各族民众团结推翻清朝。赵尔巽利用当时已被张榕任命为联合急进会参谋部长的袁金铠作为革命派内的坐探，而利用张作霖镇压革命。1月23日，袁金铠同张作霖合谋设下杀害张榕的圈套。袁金铠出面邀张榕到大西关平康里的德义楼夜宴，席间袁金铠假称张作霖有心革命，张榕遂被蒙蔽。宴席结束，袁金铠告辞，张榕同张作霖一起走出德义楼，侦探长于文甲尾随并突然开枪打死了张榕。张榕享年29岁。
随后，张作霖部查抄了位于小北关胡同的张榕家，并查抄了其堂兄张焕相家，张榕的助手宝昆、由亚斌被杀。此后，张作霖等人在奉天省城杀害了一百多名革命党人和进步人士。2月12日，清朝宣统帝下诏退位。张榕的姐姐张桂到南京受孙中山接见，南京临时政府为张榕举办了追悼会。

## 著作
- 辽鹤集[2]